# Kapelle St. Agatha (Disentis)

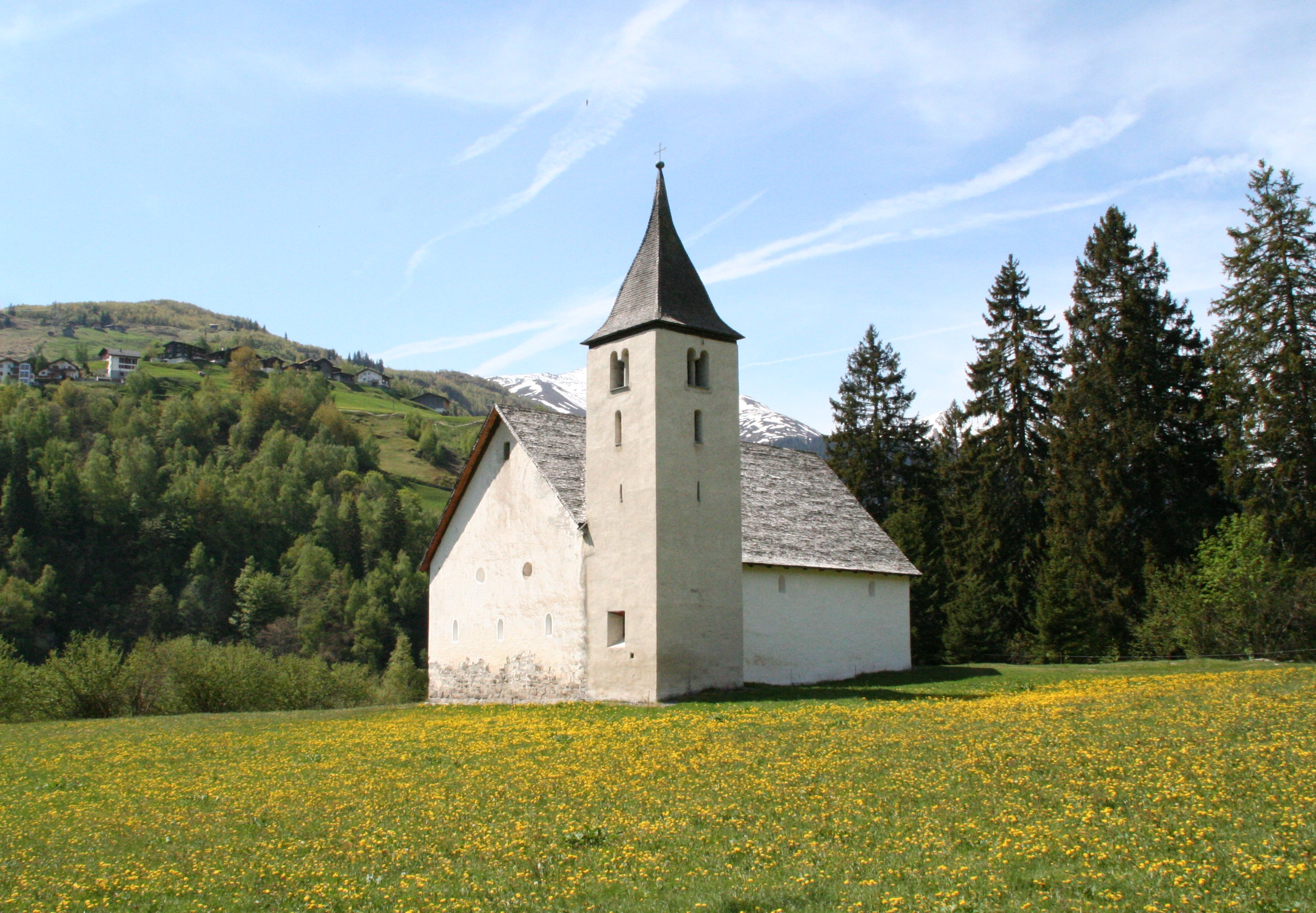
Ansicht von Nordosten

Die Kapelle St. Agatha (rätoromanisch Baselgia catolica S. Gada) steht bei Disentis/Mustér in der Surselva im schweizerischen Kanton Graubünden. Sie liegt am alten Lukmanierweg westlich des Dorfes und ist Agatha von Catania geweiht. Neben der Kapelle führt die Hängebrücke La Pendenta über den Vorderrhein.

## Geschichte

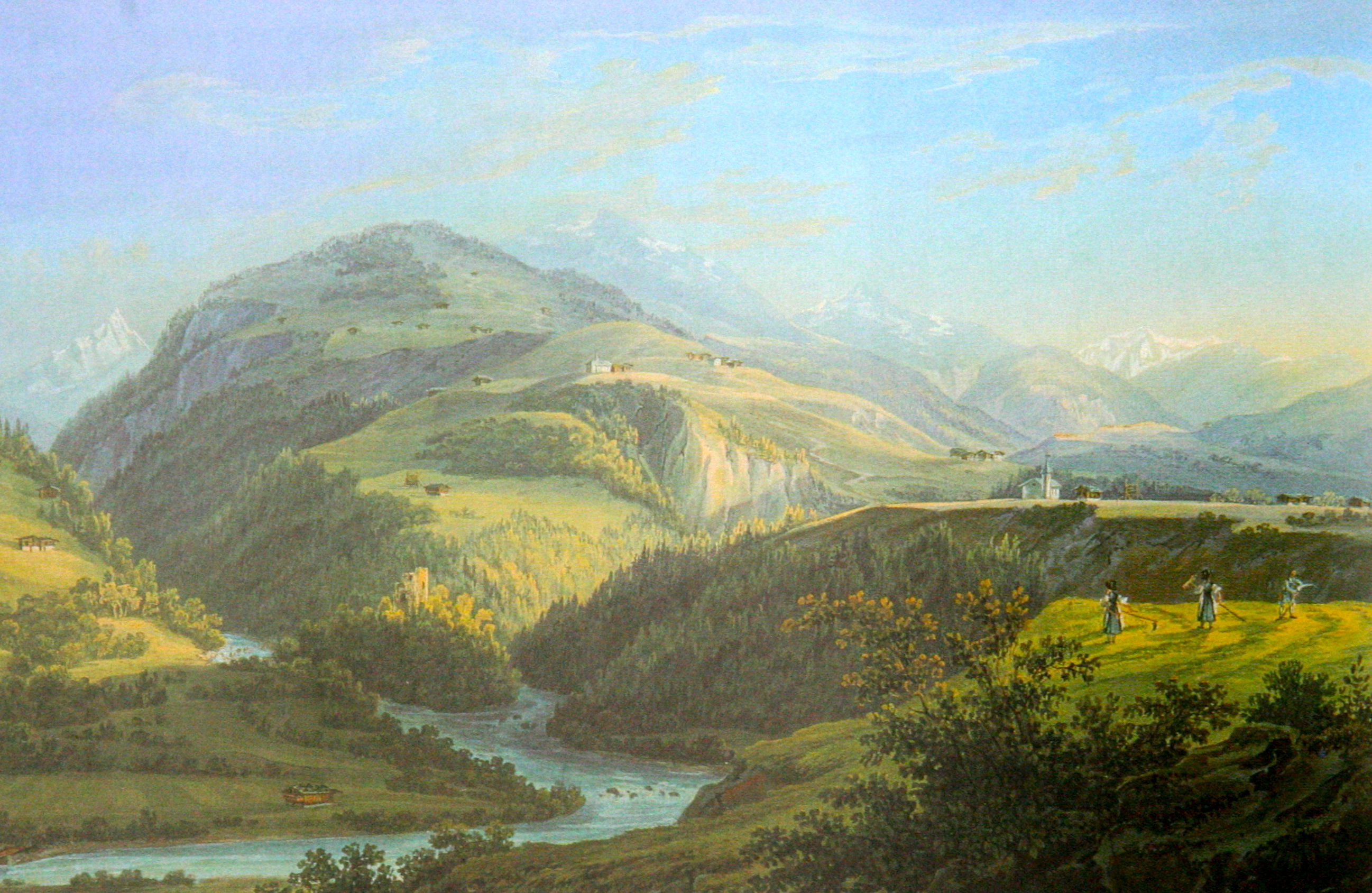
Um 1818

Urkundliche Belege über den Bau der Kapelle fehlen. Aufgrund der Bauweise der rundbogigen schmalen Fenster der Apsiden vermutet Erwin Poeschel eine Erbauung um 1100. 1420 wurde die Kapelle unter Abt Peter umgebaut; unter anderem wurde die Decke erneuert sowie das Dach und der Turm um das Glockengeschoss erhöht. Um 1700 wurden an der Nordwand zwei grosse Viereckfenster eingebaut, die anlässlich einer Renovation 1979/80 wieder vermauert wurden. 1992–94 wurde die Kapelle im Inneren renoviert.

## Bau

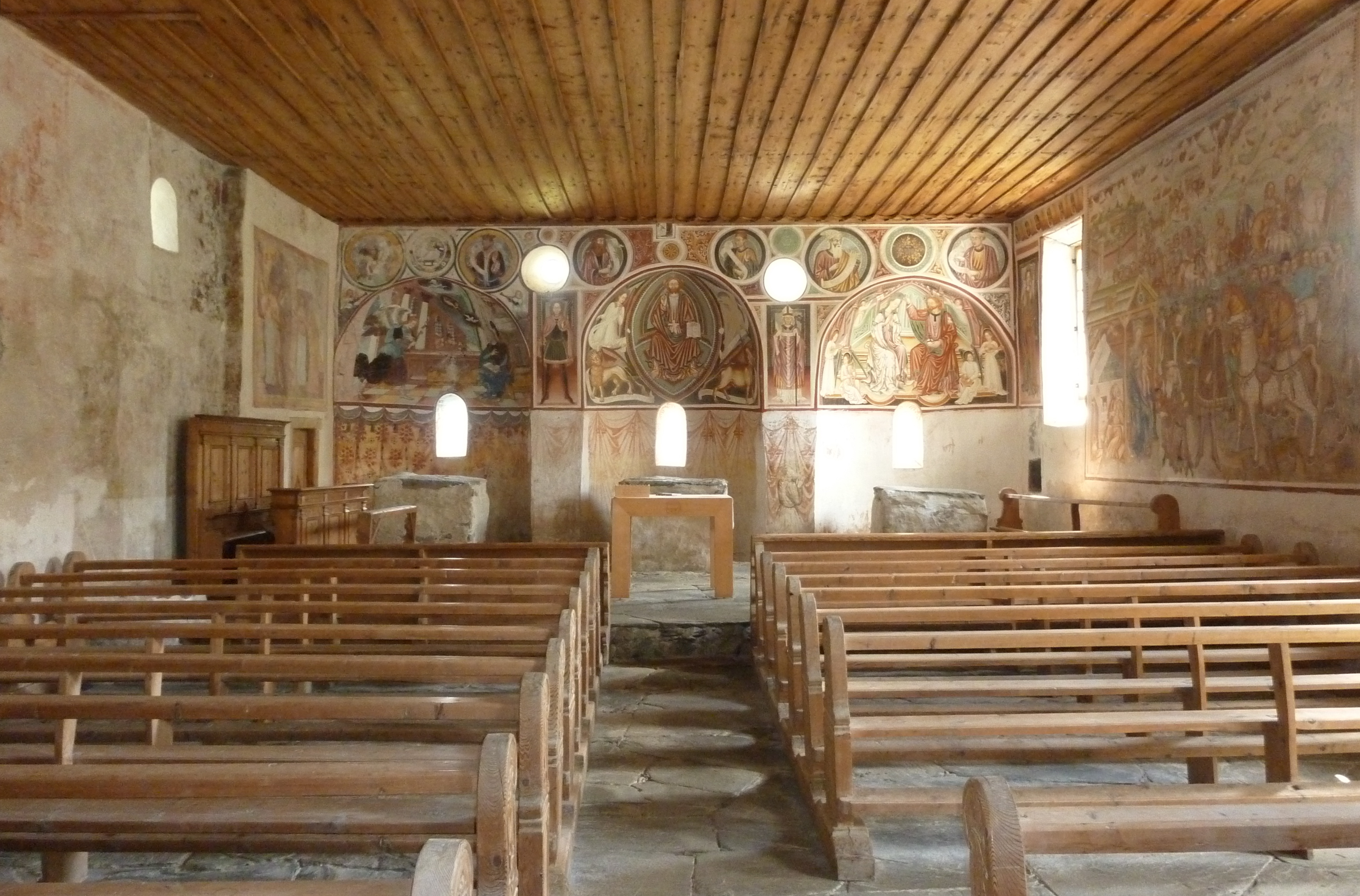
Innenraum

Bei der Kapelle handelt es sich um ein spätes Beispiel einer einschiffigen Saalkirche mit drei Apsiden. Im Gegensatz etwa zu den drei Apsiden der Kirche von Mistail sind sie hier nur als flache Nischen ausgeführt, die sich an der Aussenmauer nicht abzeichnen und nur noch dekorativen Charakter haben.

## Malereien

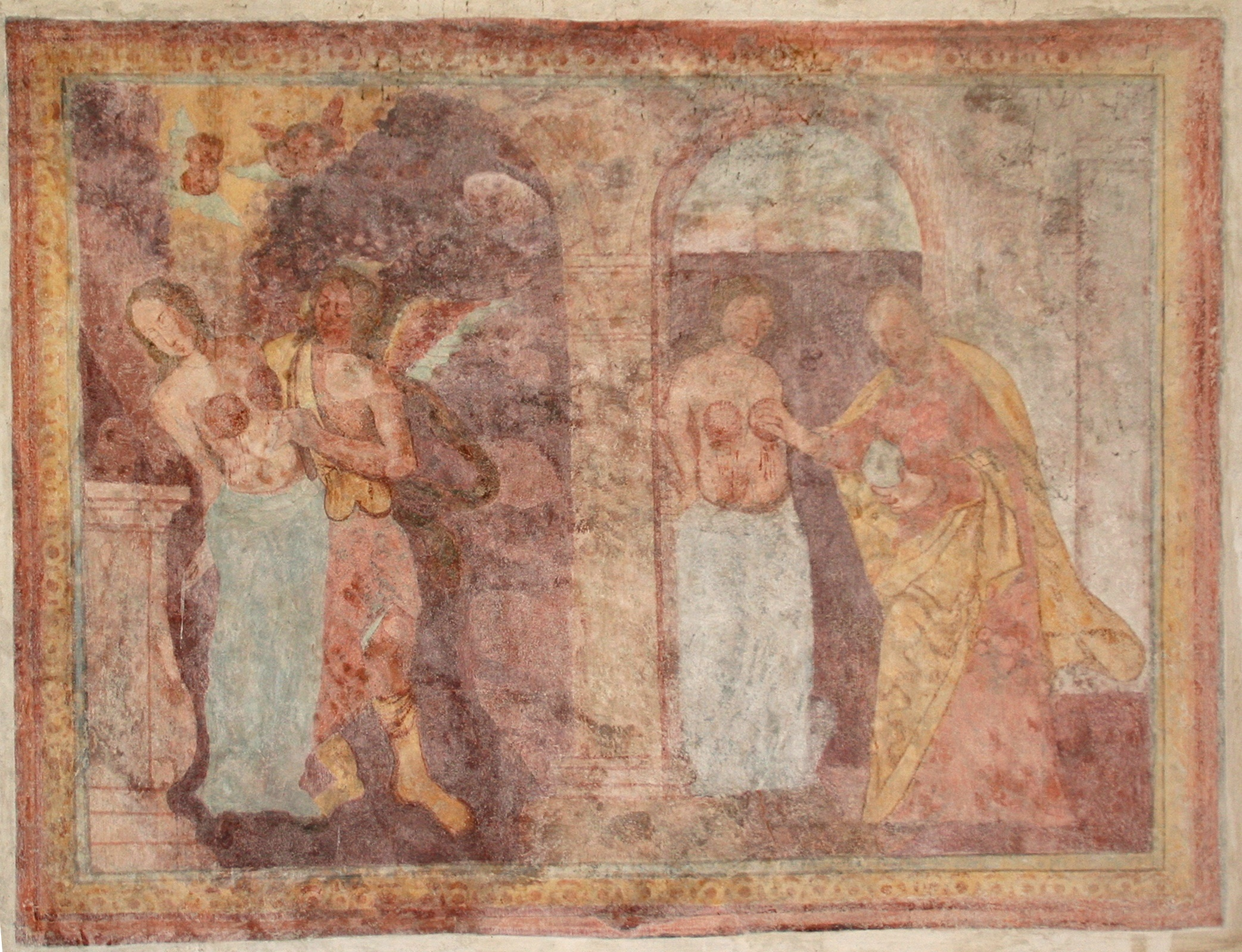
Martyrium der heiligen Agatha

Die Malereien stammen aus vier Etappen:
Der schlecht erhaltene Freskenzyklus an der Nordwand mit Bildern aus dem Leben der heiligen Agatha stammt aus der Zeit um 1430 bis 1440; er wurde durch den Einbau der Viereckfenster empfindlich gestört. Der unbekannte Maler stammte aus dem süddeutschen Raum.
Die Bemalung der Apsiden, das grosse Anbetungsbild und die Schutzmantelmadonna an der Südseite entstanden 1450 bis 1460 und stammen von den lombardischen Malern Cristoforo und Nicolao da Seregno.
In der mittleren Apsis ist Christus in der Mandorla dargestellt, in der rechten die Krönung Marias. Dazwischen stehen die Heiligen Placidus und Ulrich von Augsburg unter Medaillons von Propheten.
Die nördliche Apsis zeigt eine Verkündigung an Maria. Sie ist in einer Fensternische mit „1616 HIG“ signiert und stammt vom Bündner Maler Hans Jakob Greutter.
Die alten Fresken aus dem 15. Jahrhundert an der Nordwand wurden 1707 von Hans von Sumvitg mit Bildern aus dem Leben der Heiligen übermalt. Sie wurden zur Aufdeckung des ursprünglichen Zyklus entfernt. Oberhalb des Bildes „Agatha vor dem Richter“ hat sich ein kleines Stück davon erhalten.

## Bilder

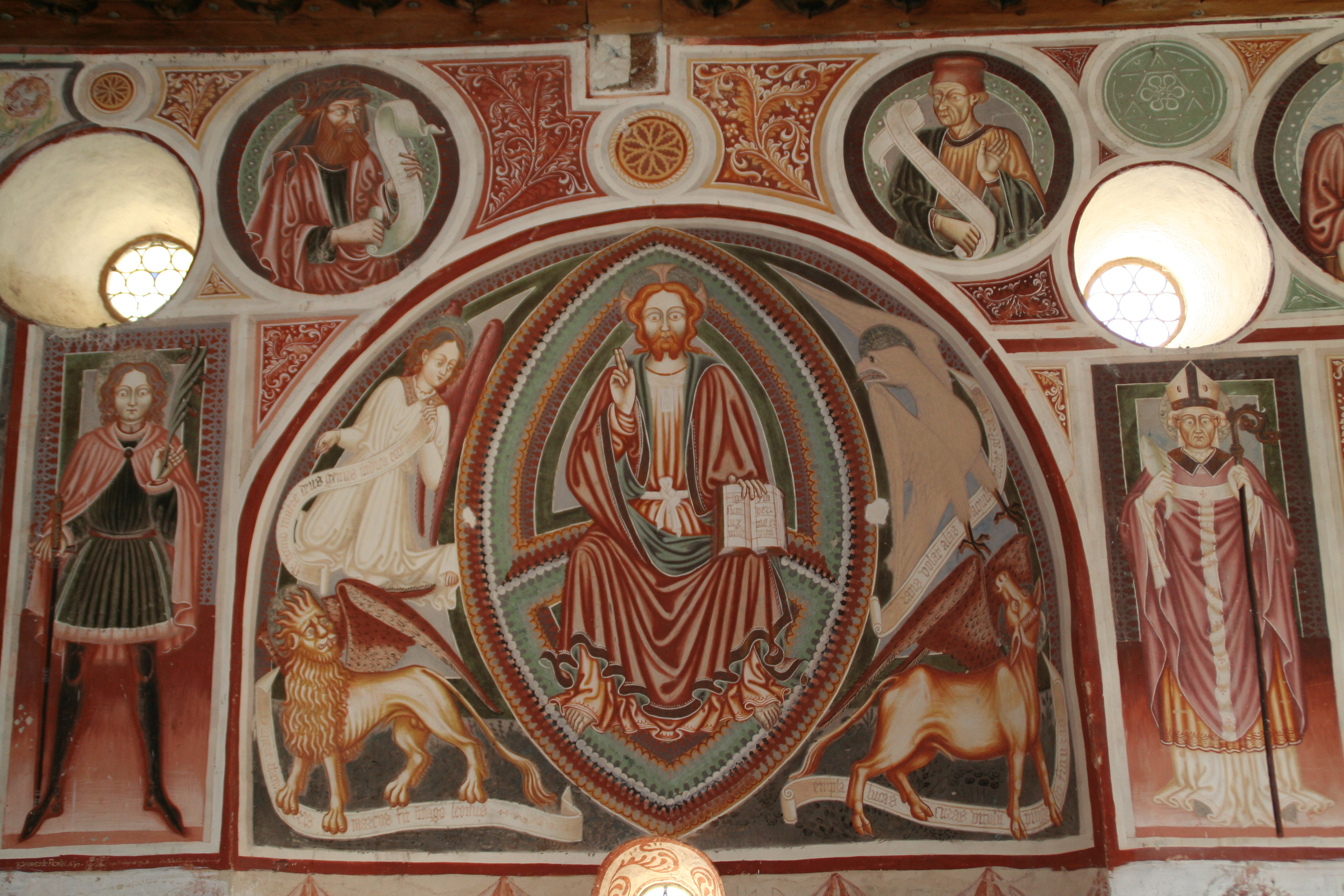
Mittlere Apsis
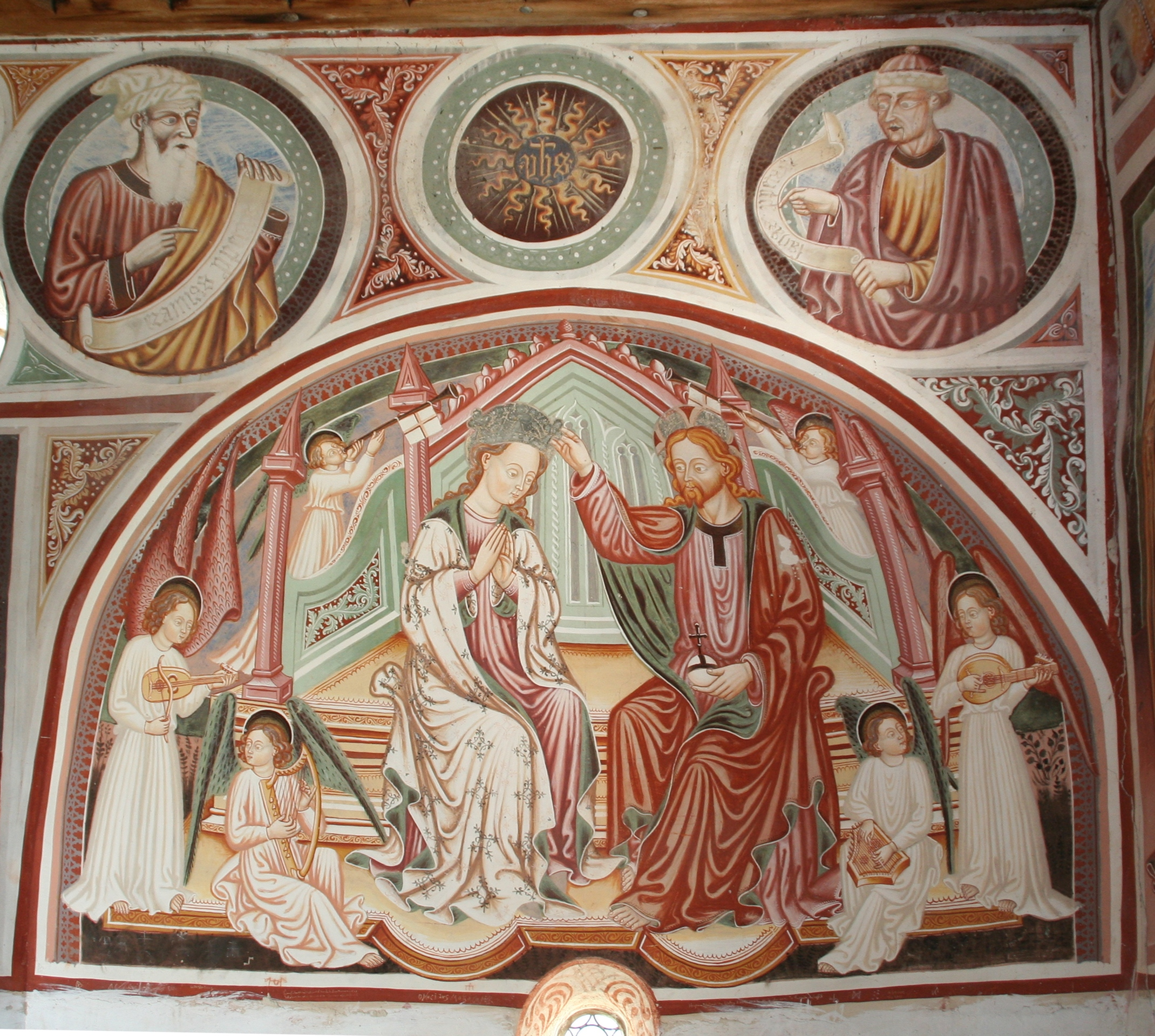
Südliche Apsis
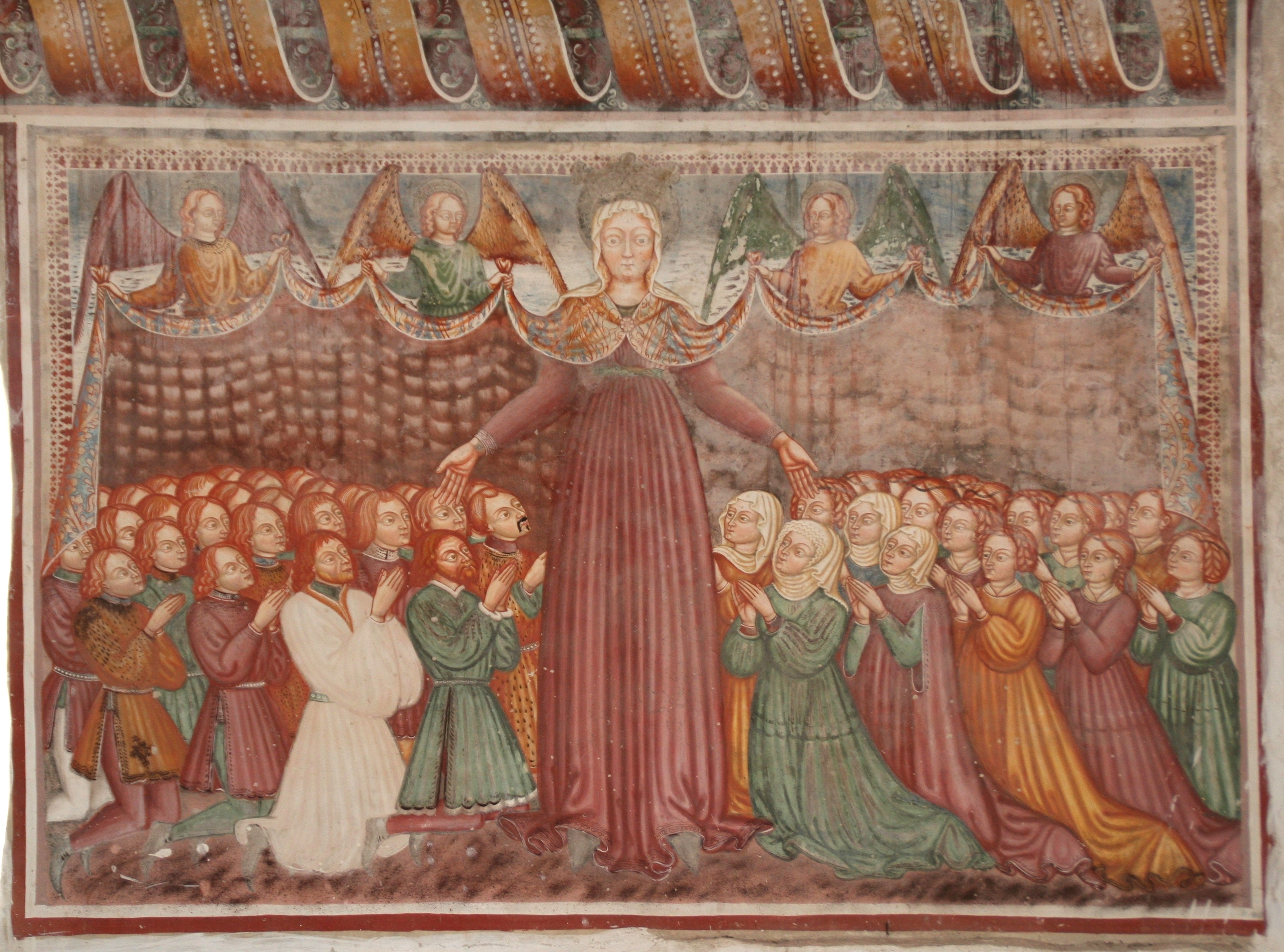
Schutzmantel- madonna
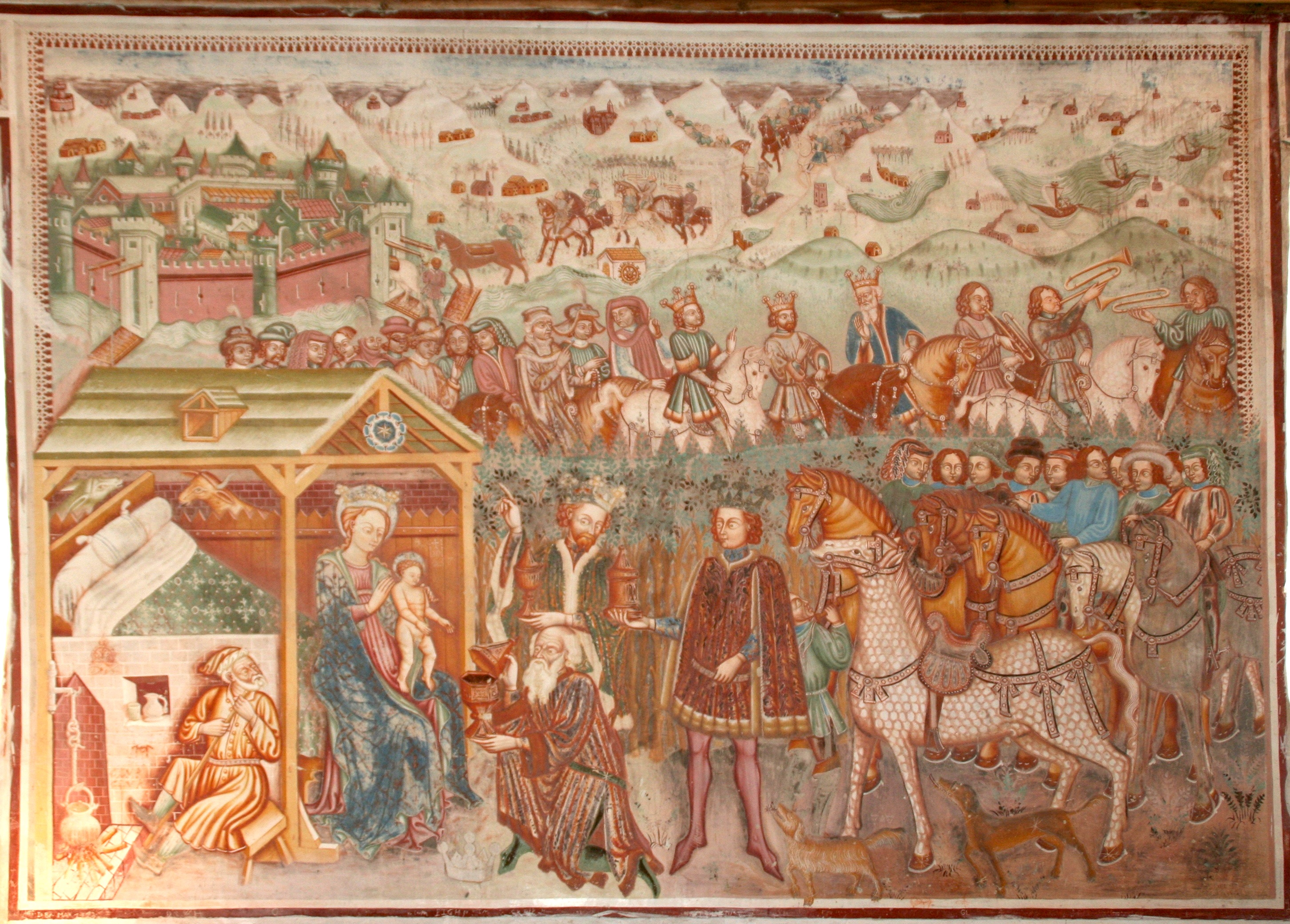
Fresko von Nicolao da Seregno